# Colonie de la Colombie-Britannique
1858–1871
Entités précédentes :
- Nouvelle-Calédonie (1856)
- Colonie des Îles de la Reine-Charlotte (1863)
- Territoire Stikine (1863)
- Colonie de l'Île de Vancouver (1866)

Entités suivantes :
- Colombie-Britannique

La colonie de la Colombie-Britannique était une colonie de la Couronne britannique qui s'est jointe en 1871 au Canada pour former la province de la Colombie-Britannique.

## Histoire
La colonie fut créée en 1858 à partir du territoire de traite des fourrures de la Nouvelle-Calédonie, un district commercial de la Compagnie de la Baie d'Hudson.
En 1863, deux territoires britanniques se greffent à la colonie : la colonie des Îles de la Reine-Charlotte et Stikine. Finalement, la colonie de l'île de Vancouver s'y fusionne à son tour trois ans plus tard, en 1866, pour former la Colombie-Britannique telle qu'on la connaît.
La colonie britannique deviendra une province canadienne lors de son entrée dans la Confédération en 1871.

## Politique

### Gouverneur
| Date              | Mandat      |
| ----------------- | ----------- |
| James Douglas     | 1858 – 1864 |
| Frederick Seymour | 1864 – 1869 |
| Anthony Musgrave  | 1869 – 1871 |